# Frederico V de Hesse-Homburgo
Frederico V (30 de janeiro de 1748 - 20 de janeiro de 1820) foi Conde de Hesse-Homburgo de 1751 até sua morte.

## Casamento e descendência
1. Frederico VI de Hesse-Homburgo (30 de Julho de 1769 - 2 de Abril de 1829), casado com a princesa Isabel do Reino Unido; sem descendência.
2. Luís Guilherme de Hesse-Homburgo (29 de Agosto de 1770 - 19 de Janeiro de 1839), casado com a princesa Augusta de Nassau-Usingen; sem descendência.
3. Carolina de Hesse-Homburgo (26 de Agosto de 1771 - 20 de Junho de 1854), casada com Luís Frederico II de Schwarzburg-Rudolstadt; com descendência.
4. Luísa Ulrica de Hesse-Homburgo (26 de Outubro de 1772 - 18 de Setembro de 1854), casada com Carlos Günther de Schwarzburg-Rudolstadt.
5. Amália de Hesse-Homburgo (29 de Junho de 1774 - 3 de Fevereiro de 1846), casada com o príncipe-herdeiro Frederico de Anhalt-Dessau; com descendência.
6. Paulo Emílio de Hesse-Homburgo (27 de Setembro de 1775 - 16 de Maio de 1776); morreu aos sete meses de idade.
7. Augusta de Hesse-Homburgo (28 de Novembro de 1776 - 1 de Abril de 1871), casada com o grão-duque herdeiro Frederico Luís de Mecklemburgo-Schwerin; sem descendência.
8. Vítor de Hesse-Homburgo (24 de Janeiro de 1778 - 14 de Setembro de 1780), morreu aos dois anos de idade.
9. Filipe de Hesse-Homburgo (11 de Março de 1779 - 15 de Dezembro de 1846), casado com Rosália Antónia Potoschnigg; sem descendência.
10. Gustavo de Hesse-Homburgo (17 de Fevereiro de 1781 - 8 de Setembro de 1848), casado com a princesa Luísa de Anhalt-Dessau;
11. Fernando de Hesse-Homburgo (26 de Abril de 1783 - 24 de Março de 1866); último marquês de Hesse-Homburgo, após a sua morte sem descendência, o território foi anexado a Hesse-Darmstadt.
12. Maria Ana de Hesse-Homburgo (13 de Outubro de 1785 - 14 de Abril de 1846), casada com o príncipe Guilherme da Prússia;
13. Leopoldo de Hesse-Homburgo (10 de Fevereiro de 1787 - 2 de Maio de 1813), morreu aos vinte e seis anos sem descendência.